# Гюсенбург
Гюсенбург(на немски: Güssenburg) представлява руини от замък на хълм в близост до Хермаринген в Хайденхайм, Германия. Построен е около 1346 г., по време на Средновековието. Голяма част от централната кула и неносещата стена са запазени.

## Местоположение
Останките от замъка се намират на 500 метра над морското равнище и около 50 метра над ниската част на долината Бренц. Хълмът на замъка, познат като Шлосберг, е много стръмен от север, запад и изток, което го прави идеалното място за форт.

## История
Замъкът Гюсенбург е представлявал седалище на рода Гюсенберг (немски: von Güssenberg), който впоследствие е познат (около 15 – 16 век) като Гюс фон Гюсенберг. Фамилията е сравнително голяма и след известно време управлява голяма част от замъците и общностите в региона, включително Бренц на Бренц, Хаунсхайм и Лайпхайм. Зарадни няколкото семейни клона, цялата фамилия е позната с името Гюсен. Семейството упрявляват като министериали на неавтономно кралство, служещо на друг благородник. Всъщност земите на министреалите би трябвало да служат на аристократа като феодални владения, но те не могат да наседяват управлението. Въпреки това до 13 век тези феодални владения започват да се наседяват. Семейството служи като такива на фамилиите Дийполдингър и след това Хоенщауфен.
Първото споменаване на семейството става на 1 и 7 май 1171, когато Дийполд Гюсе е записан като свидетел на два документа, пожелани от император Фредерик. За Хайнрих фон Гюсенберг се споменава през 1216 като свидетел на мира между манастир в Елваген и Хаисхейм.
През 1328 феодалното владение на семейството преминава към графовете от Хелфенщайн, но семейство Гюсен изглежда е запасило Гюсенбург. Около 1346 кулата е оголемена, а неносещата стена е построена. Около 20 години след това семейната линия на Гюсен фон Гюсенбург измира и замъка остава на семейство Гюсен фон Хаунсхайм. Няколко години след това, през 1372, Хаунсхайм продават замъка на графа от Хелфенщайн. Гюсенбург става административен център на феодалните владения в долината Вренц на графа.
Графският фогт се намира в Гюсенбург до 1448. Централното местонахождание на замъка го прави идеален за административна дейност. През 1448 феодалните земи попадат под владение на рода Вюртемберг. Замъкът е унищожен през 1449 г. по време на война между германските държави от войски от Улм, Гийнген и Лауинген. След това той никога не бива възстановяван.
През 1709 общестовото на Хермаринген наследява руините и фермите до хълма. През 1970 – 1971 г. останките са почистени и добиват по-добър външен вид. Бъдещите ремонти стават през 1981 до 1998 чрез местното Дружество на замъците.

## Описание
Централната кула и неносещата стена образуват неправилен правоъгълник с размери 45 м на 70 м. На южната страна широк сух ров разделя замъка от равния връх на хълма. В близост до рова се намира масивната неносеща стена. Тя е създадена от дялан камък и достига до 3,4 м дебелина. Пост, намерен в стената, датира от 1350 г.
Стената е дълга 47 метра, а западната част е частично срутена. От другата страна се намира къса, остра част от стената. Западната, малко по-дълга част, може да е остатък от портата на замъка. Източната част представлява началото на вътрешната стена.
На около 25 м зад неносещата стена, почти плоска, се намира стар вътрешен ров. Зад този ров части от вътрешността на замъка са все още запазени. Това включва отломки, бариери и руините на централната кула.
Кулата е около 6 метра висока. По време на първата половина на 20 век външният слой на кулата все още бил видим. Вътрешната площ (квадрат със страна около 2 м) е декорирана с около 26 малки квадрата.
|  | Тази страница частично или изцяло представлява превод на страницата Burg Güssenburg в Уикипедия на английски. Оригиналният текст, както и този превод, са защитени от Лиценза „Криейтив Комънс – Признание – Споделяне на споделеното“, а за съдържание, създадено преди юни 2009 година – от Лиценза за свободна документация на ГНУ. Прегледайте историята на редакциите на оригиналната страница, както и на преводната страница, за да видите списъка на съавторите. ВАЖНО: Този шаблон се отнася единствено до авторските права върху съдържанието на статията. Добавянето му не отменя изискването да се посочват конкретни източници на твърденията, които да бъдат благонадеждни. |